# Peter Hansson
Peter Hansson   (Tibro, p. dècada del 1970) és un antic pilot d'enduro suec que va guanyar un Campionat del món (el de 500cc 2T de 1990 amb KTM) i un de Suècia (el de 125cc de 1983 amb Husqvarna) i va formar part de l'equip estatal que va guanyar el Trofeu als Sis Dies Internacionals d'Enduro tres anys (1983, 1985 i 1990). Hansson practicà també amb èxit el motocròs i en va guanyar el Campionat de Suècia de 250cc el 1987, a més d'acabar entres els deu primers del mundial de 250cc les temporades de 1986 i 1987.
Peter pertany a una família molt implicada en els esports del motocròs i l'enduro. El seu pare, Hans "Hasse" Hansson, múltiple Campió de Suècia d'enduro, va guanyar la Novemberkåsan cinc vegades entre el 1968 i el 1976 (Peter la va guanyar també el 1983) i el seu fill, Rikard Hansson, és també un reeixit pilot d'ambdues modalitats.